# 343440 Magnier
343440 Magnier este o planetă minoră (asteroid) din centura de asteroizi. A fost descoperită pe 16 februarie 2010 la Haleakalā Observatory⁠(d) de . 
Obiectul prezintă o orbită caracterizată de o semiaxă mare de 2,5989382647848 UAi, o excentricitate de 0,11003779859055, o înclinație de 9,3066746842601 ° în raport cu ecliptica.